# Liste der höchsten Berge in Slowenien
Diese Liste zeigt die höchsten Berge Sloweniens, der Höhe nach geordnet. In den Alpen gilt eine Erhebung als eigenständiger Berg, wenn sie eine Schartenhöhe von ca. 100 bzw. nach anderen Quellen 300 Metern aufweist. In dieser Liste werden alle Gipfel mit über 2500 Metern Höhe und über 100 Metern Schartenhöhe aufgeführt.
Die Berghöhen sind in Meter über Adria (slowenisch Metara iznad Jadrana) angegeben.

## Legende
- Rang: Rang, den der Berg nach oben genannten Kriterien unter den höchsten Bergen Sloweniens einnimmt.
- Bild: Bild des Berges
- Gipfel: Name des Gipfels
- Höhe: Höhe des Berges in Meter
- Gebirgsgruppe: Gebirgsgruppe, in der der Berg liegt.
- Dominanz: Die Dominanz beschreibt den Radius des Gebietes, das der Berg überragt. Angegeben in Kilometer mit Bezugspunkt.
- Schartenhöhe: Die Schartenhöhe ist die Höhendifferenz zwischen Gipfelhöhe und der höchstgelegenen Einschartung, bis zu der man mindestens absteigen muss, um einen höheren Gipfel zu erreichen. Angegeben in Meter.
- Erstbesteigung: Namen der Erstbesteiger mit Datum. Leeres Feld bedeutet, dass der Erstbesteiger oder das Datum nicht mehr nachvollzogen werden können.

## Berge
| Rang | Bild                                | Gipfel         | Höhe   | Gebirgsgruppe  | Dominanz (km)     | Schartenhöhe (m) | Erstbesteigung                                                            |
| ---- | ----------------------------------- | -------------- | ------ | -------------- | ----------------- | ---------------- | ------------------------------------------------------------------------- |
| 01   | Triglav (2864 m)                    | Triglav        | 2864 m | Julische Alpen | 72,5 Reißeck      | 2048 m           | 25. Aug. 1778 Lovrenc Willomitzer, Luka Korošec, Stefan Rožič, Matija Kos |
| 02   | Škrlatica (2740 m)                  | Škrlatica      | 2740 m | Julische Alpen | 6 Triglav         | 0982             | 1880 Julius Kugy, Andrej Komac, Matija Kravanja                           |
| 03   | Mangart (2677 m)                    | Mangart        | 2677 m | Julische Alpen | 12,7 Škrlatica    | 1065             | 1794 Franz von Hohenwart                                                  |
| 04   | Jalovec (2645 m)                    | Jalovec        | 2645 m | Julische Alpen | 2,7 Mangart       | 0511             | 1875 Karl Wurmb                                                           |
| 05   | Razor (2602 m), Bildmitte hinten    | Razor          | 2602 m | Julische Alpen | 3,1 Škrlatica     | 0332             | 1842 Otto Sendtner                                                        |
| 06   | Dolkova špica (2591 m)              | Dolkova špica  | 2591 m | Julische Alpen | 0,7 Škrlatica     | 0138             |                                                                           |
| 07   | Kanin (2585 m)                      | Großer Kanin   | 2587 m | Julische Alpen | 8,2 Montasch      | 1403 m           | 1842 Otto Sendtner                                                        |
| 08   | Kanjavec (2568 m) vom Razor gesehen | Kanjavec       | 2568 m | Julische Alpen | 2,8 Triglav       | 0405             | 18. Aug. 1877 Julius Kugy                                                 |
| 09   | Grintovec (2558 m)                  | Grintovec      | 2558 m | Steiner Alpen  | 53 Triglav        | 1706 m           | 1759 Giovanni Antonio Scopoli                                             |
| 10   | Prisojnik (2547 m)                  | Prisojnik      | 2547 m | Julische Alpen | 2,1 Razor         | 0558             |                                                                           |
| 11   | Dovški križ (rechts, 2542 m)        | Dovški križ    | 2542 m | Julische Alpen | 0,8 Škrlatica     | 0152             |                                                                           |
| 12   | Jezerska Kočna (2540 m)             | Jezerska Kočna | 2540 m | Steiner Alpen  | 1,0 Grintovec     | 0270             |                                                                           |
| 13   | Skuta (2532 m)                      | Skuta          | 2532 m | Steiner Alpen  | 1,7 Grintovec     | 0199             |                                                                           |
| 14   | Rjavina (2532 m)                    | Rjavina        | 2532 m | Julische Alpen | 1,5 Triglav       | 0278             |                                                                           |
| 15   | Stenar (2501 m)                     | Stenar         | 2501 m | Julische Alpen | 2,0 Dolkova špica | 0212             |                                                                           |